# Lamenia philippina
Lamenia philippina är en insektsart som beskrevs av Frederick Arthur Godfrey Muir 1917. Lamenia philippina ingår i släktet Lamenia och familjen Derbidae. Inga underarter finns listade i Catalogue of Life.